# Hipseu (mitologia)
Hipseu (en grec antic Ὑψεύς) va ser, segons la mitologia grega, un rei dels làpites, fill del déu-riu Peneu i de la nàiade Creüsa. De vegades es diu que la seva mare era la nimfa Fílira. Tenia dos germans, Estilbeu i Andreos.
Casat amb la nimfa Clidànope (o amb la nimfa Trica), va tenir dues filles, Temisto i Cirene.